# Mariä Heimsuchung (Anzenberg)

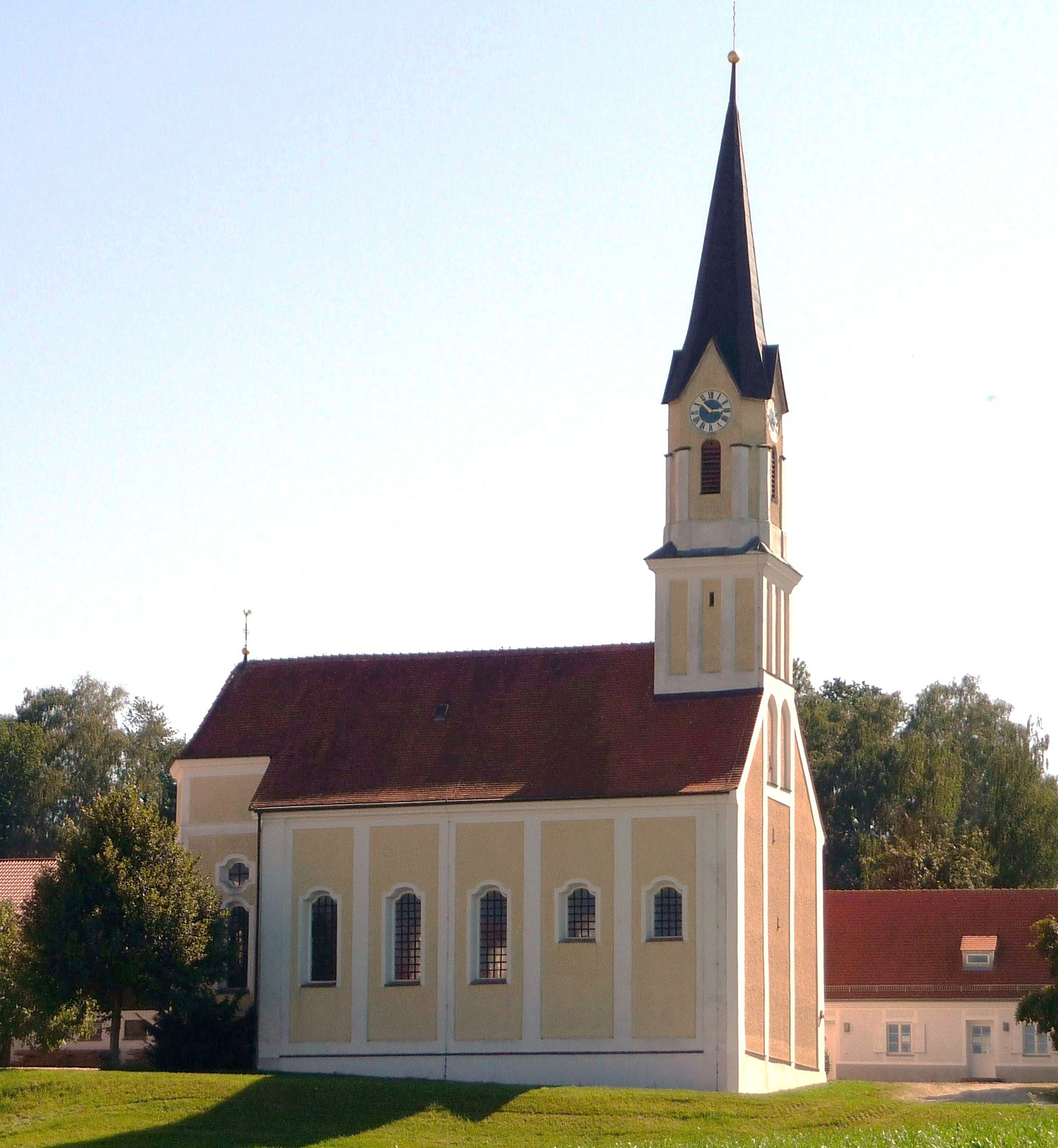
Wallfahrtskirche Mariä Heimsuchung in Anzenberg

Die Kirche Mariä Heimsuchung ist eine katholische Wallfahrtskirche im Ortsteil Anzenberg des Marktes Massing im niederbayerischen Landkreis Rottal-Inn.
Auf einer kleinen Anhöhe etwa einen Kilometer südöstlich von Massing gelegen, war hier schon im 14. Jahrhundert das Ziel einer Marienwallfahrt. Neben einem nicht mehr vorhandenen Schloss stand hier eine vielbesuchte Marienkapelle, die gegen 1500 durch eine ansehnliche Kirche ersetzt wurde. Der Turm der ursprünglich spätgotischen Wallfahrtskirche ist bis heute erhalten.
Von 1733 bis 1749 wurde die Kirche, unterbrochen durch den Österreichischen Erbfolgekrieg, durch Maurermeister Silvester Mayerhofer aus Neumarkt-Sankt Veit barock umgestaltet. Das Bandelwerk schuf seit 1741 Josef Pössinger aus Neumarkt-Sankt Veit, die Deckenfresken von 1744 der Massinger Meister Anton Fux.
Prunkstück der Kirche ist der 1746 aufgestellte viersäulige Hochaltar von Wenzeslaus Jorhan, der den ganzen Altarraum füllt. Das Gnadenbild Maria mit Kind entstand um 1520 und wird der Werkstatt Hans Leinbergers zugerechnet. Im Jahr 1757 wurde die Kirche zu Ehren Mariä Heimsuchung geweiht.